# Sleepers
(Tagline del film)
Sleepers è un film del 1996 scritto e diretto da Barry Levinson, tratto dall'omonimo romanzo autobiografico di Lorenzo Carcaterra.  Sleepers (lett. "dormienti") è un'espressione gergale americana utilizzata per indicare, tra le tante cose, i ragazzi dei riformatori di cui si prevede un futuro da criminali (nell'edizione italiana, la voce narrante identifica col termine di sleepers le persone che hanno trascorso del tempo in riformatorio).

## Trama
Lorenzo Carcaterra, detto Shakes, Michael Sullivan, John Reilly e Tommy Cohen-Marcano, sono quattro amici adolescenti di Hell's Kitchen, un quartiere piuttosto malfamato di Manhattan. I ragazzi vivono una realtà sociale con codici di comportamento dettati dalla malavita e sopportano situazioni familiari difficili, da cui trovano conforto solo nell'unione della loro amicizia e nell'ambiente che a suo modo li protegge e che non tollera sgarri nei confronti degli abitanti della zona. Le uniche persone a interagire con l'affiatato gruppetto sono Carol Martinez, una ragazza di origini portoricane e irlandesi, e padre Roberto "Bobby" Carrillo, un prete con un passato da delinquente, per il quale tre dei giovani servono messa e che fa loro da figura paterna, tenendoli d'occhio. Nonostante ciò i quattro, per guadagnare dei soldi facili, iniziano a fare delle piccole commissioni per l'anziano boss locale, King Benny.
In una torrida giornata dell'estate del 1967, i quattro feriscono accidentalmente, con un pesante carretto degli hot dog che avevano tentato di rubare quasi per scherzo o come bravata, un passeggero che stava uscendo dalla stazione della metropolitana. I ragazzi vengono perciò condannati al riformatorio maschile Wilkinson, nello Stato di New York: Tommy, Michael e John devono scontare 12-18 mesi, mentre Shakes, non direttamente coinvolto poiché non assieme a loro al momento dell'incidente (doveva infatti fare allontanare il venditore dal suo carretto), 6-12 mesi. Il gruppo viene recluso nel braccio sorvegliato da quattro secondini capeggiati dalla guardia Sean Nokes. Dopo una rissa in mensa con un altro detenuto, i ragazzi vengono presi di mira dai quattro sorveglianti e vengono sottoposti, per l'intera durata della loro detenzione, a violenze fisiche e abusi sessuali: l'esperienza cambia per sempre i membri del gruppo e la loro amicizia.
Durante la permanenza dei ragazzi nella struttura, partecipano alla partita di football annuale della Wilkinson tra guardie e detenuti. Michael convince Rizzo, un giovane detenuto nero, che dovrebbero giocare il più duramente possibile per mostrare alle guardie che possono reagire ai loro abusi. Rizzo, inizialmente riluttante, accetta e aiuta la sua squadra a vincere la partita. Come conseguenza, tutti e quattro i ragazzi vengono picchiati e gettati in celle d'isolamento per diverse settimane, mentre Rizzo viene pestato a morte dalle guardie, che poi spacceranno la causa del decesso per polmonite.
Entro la primavera del 1968, Shakes, poco prima del suo rilascio dal riformatorio, insiste con i suoi amici sul fatto che dovrebbero denunciare pubblicamente le violenze. Gli altri rifiutano, con Michael che riassume il loro punto di vista affermando che non verrebbero creduti o che comunque a nessuno importi davvero di loro, anche dopo che saranno stati rilasciati. Successivamente, la notte prima del rilascio collettivo del resto del gruppo, Nokes comunica loro che lui e le altre guardie hanno organizzato per loro una "festa d'addio", durante la quale vengono inflitte ai giovani violenze particolarmente brutali.
Quattordici anni dopo, la notte del 1º novembre del 1981, John e Tommy, nel frattempo divenuti dei sicari della malavita con problemi di tossicodipendenza, entrano in una tavola calda e John, mentre si reca al bagno, vi scorge Nokes, divenuto una guardia di sicurezza privata, seduto a uno dei tavoli; dopo essere tornato al bancone, indica all'amico la sua presenza nel locale. Decidono dunque d'affrontarlo e questi, dinanzi alle accuse dei due sui suoi abusi e atti d'aguzzino, si difende sostenendo che tutto ciò in fondo abbia loro giovato, avendoli "resi più forti"; i due, in preda alla rabbia, lo uccidono crivellandolo di colpi di fronte a dei testimoni. Michael, divenuto sostituto procuratore distrettuale, riesce a fare in modo che gli venga assegnato il caso e ne informa Shakes, giornalista d'un quotidiano cittadino, che nel corso degli anni ha seguito le vite di quei sorveglianti che avevano abusato di loro: in particolare Adam Styler, diventato un poliziotto corrotto, Henry Addison, che lavora per il sindaco e coltiva ancora la pratica della pedofilia (tanto da essersi indebitato con un gangster - dal quale King Benny comprerà il debito - per permettersi di procacciarsi i suoi svariati "amanti"), e Ralph Ferguson, divenuto invece un rispettabile cittadino che fa il catechista e lavora nei servizi sociali. L'intento di Michael è quello di sabotare segretamente l'impianto accusatorio per far venire a galla i crimini sottaciuti a Wilkinson. L'avvocato d'ufficio assegnato a John e Tommy è Danny Snyder, un uomo ormai finito, drogato e alcolizzato, che vorrebbe concludere molto sbrigativamente la causa con un patteggiamento della pena; sarà King Benny a persuaderlo a sostenere la tesi dell'innocenza, aiutandolo poi assieme a Shakes, dietro istruzioni di Michael (che intravede nello scarso profilo professionale dell'avvocato un vantaggio perché esso lo rende più malleabile), nelle strategie difensive in fase di dibattimento. Anche Carol, diventata un'assistente sociale, fornisce più volte il suo aiuto.
Il piano di Michael tenderà ai due scopi paralleli di minare la reputazione di Nokes e di collocare John e Tommy in un altro luogo al momento della sparatoria. Il primo sarà raggiunto quando Ferguson, chiamato in tribunale come testimone a favore di Nokes, viene messo sotto pressione e costretto così ad ammettere che lui, Nokes e altre guardie abbiano spesso abusato dei ragazzi detenuti. Il secondo si otterrà grazie a Shakes, che riesce a convincere padre Bobby a testimoniare che i due giovani si trovassero con lui quando Nokes è morto: sebbene il vecchio prete da principio sia contrario a tutte le manovre imbastite per scagionare John e Tommy, tanto da rifiutare seccamente di prestarsi a una falsa testimonianza, dopo che Shakes gli confida gli abusi subiti, accetta, seppur con riluttanza. Al processo, padre Bobby testimonia infatti che John e Tommy erano con lui a una partita dei New York Knicks al momento della sparatoria ed esibisce come prova le tre matrici dei loro biglietti per dimostrarlo; di conseguenza, e grazie anche alla ritrovata energia di Snyder, John e Tommy vengono assolti.
Anche le restanti guardie vengono punite per i loro crimini, dacché Addison viene ucciso da "Piccolo Cesare" (ossia Eddie Little Caesar Robinson, boss della droga locale e fratello maggiore di Rizzo): l'ex guardia gli viene consegnata da King Benny, che astutamente aveva rivelato a Eddie la verità sulla tragica morte del fratello; Styler viene arrestato per aver preso tangenti e ucciso uno spacciatore; Ferguson, in seguito alle sue dichiarazioni in tribunale, perde il lavoro e viene abbandonato dalla famiglia.
Michael, Shakes, John, Tommy e Carol si incontrano in un bar per festeggiare l'evento, mentre la voce fuori campo di Shakes afferma che quella sarebbe stata l'ultima occasione in cui si sarebbero visti tutti insieme, oltre poi a spiegare cosa sarebbe stato di loro. Shakes avrebbe continuato la sua attività di giornalista restando a vivere a Hell's Kitchen; Michael avrebbe lasciato il suo incarico di procuratore distrettuale per trasferirsi nella campagna inglese a fare il falegname e non si sarebbe mai sposato; Carol sarebbe rimasta in città come assistente sociale e avrebbe avuto un figlio (che dall'aspetto sembra di John), cui avrebbe dato il nome dei suoi quattro amici; John e Tommy sarebbero morti ancor prima d'aver superato i trent'anni e i cadaveri d'entrambi sarebbero stati rinvenuti dopo tempo, semiputrefatti e ignorati: il primo, che da ragazzino avrebbe voluto diventare un sacerdote come padre Bobby, indiziato - al momento della morte - di cinque casi irrisolti di omicidio, sarebbe morto a causa di un avvelenamento alcolemico dovuto a del gin distillato illegalmente e il secondo immobilizzato e assassinato, con in tasca un santino e un crocifisso.

## Produzione
Le riprese si svolsero tra il 29 agosto e il 30 novembre 1995 interamente a New York, mentre le scene del riformatorio Wilkinson furono filmate a Newtown nel Connecticut. Per la prima volta il cast comprende gli attori Robert De Niro e Dustin Hoffman insieme.

## Distribuzione
Realizzato con un budget di 44 milioni di dollari, il film incassò in patria 53 milioni e 112 milioni nel resto del mondo, per un totale di circa 165 milioni di dollari. Il film venne presentato in anteprima fuori concorso alla Mostra di Venezia il 28 agosto 1996, mentre negli Usa venne distribuito dal 18 ottobre 1996.

## Critiche
Alcuni critici espressero dubbi sulla natura autobiografica del libro da cui il film è tratto. Tullio Kezich scrisse infatti: «L'autore Lorenzo Carcaterra confessa, sotto il velame affabulatorio ma con tutti gli inerenti rischi giudiziari, di aver preso parte come giornalista a una congiura coinvolgente un magistrato compiacente e un sacerdote spergiuro per far assolvere una coppia di assassini davanti a un tribunale di New York. Meglio classificare il tutto come opera di fantasia e assegnarla al filone romanzesco della vendetta, che si diparte da Il conte di Montecristo più volte citato sulla pagina e sullo schermo».
Sia il dipartimento delle carceri minorili degli Stati Uniti, sia la procura dello Stato di New York, negarono con fermezza che potessero essere accaduti fatti simili a quelli riportati nel libro e dunque nel film, sebbene lo stesso Carcaterra abbia ribadito la veridicità della propria storia, alla quale avrebbe cambiato soltanto nomi, date e luoghi.

## Riconoscimenti
- 1997 - Premio Oscar
  - Candidatura Migliore colonna sonora originale a John Williams
- 1998 - London Critics Circle Film Awards
  - Attrice britannica non protagonista dell'anno a Minnie Driver
- 1997 - Young Artist Award
  - Candidatura Miglior attore giovane a Joseph Perrino
  - Candidatura Miglior attore giovane non protagonista a Geoffrey Wigdor
- 1997 - YoungStar Awards
  - Candidatura Miglior attore esordiente in un film drammatico a Joseph Perrino
  - Candidatura Miglior attore esordiente in un film drammatico a Brad Renfro